# Babacar Sarr
Babacar Sarr (Dakar, 15 febbraio 1991) è un ex calciatore senegalese, di ruolo centrocampista.

## Carriera

### Club

#### Selfoss
Sarr ha cominciato la carriera con la maglia degli islandesi del Selfoss, militanti in 1. deild karla – secondo livello del campionato. Ha esordito in squadra il 13 maggio, schierato titolare nella sconfitta per 2-3 contro il Fjölnir. Il 23 giugno successivo ha trovato la prima rete, nel 3-1 inflitto al Víkingur Ólafsvík. Al termine di quella stessa annata, il Selfoss ha conquistato la promozione in Úrvalsdeild.
Sarr ha quindi debuttato nella massima divisione locale in data 6 maggio 2012, schierato titolare nella vittoria casalinga per 2-1 sull'ÍBV Vestmannæyja. Il 2 luglio ha trovato la prima rete, nel 2-2 in casa del Keflavík.

#### CA Bastia
A novembre 2012, Sarr si è aggregato al CA Bastia con la formula del prestito. Ha giocato la prima partita nello Championnat de France amateur in data 12 novembre, subentrando a Patrick Beneforti nella vittoria per 0-2 in casa dello CFA Calvi. Ha giocato 3 partite con questa maglia, tutte da subentrato.

#### Start
Il 21 dicembre 2012, i norvegesi dello Start hanno reso noto d'aver ingaggiato Sarr – militanti in Eliteserien – hanno reso noto d'aver ingaggiato Sarr con un contratto quadriennale: l'accordo sarebbe stato valido dal 1º gennaio successivo. Ha esordito in Eliteserien in data 17 marzo, subentrando ad Espen Børufsen nella vittoria per 3-2 sull'Hønefoss. Il 6 aprile 2014 ha trovato la prima rete, nel 3-1 inflitto all'Haugesund. È rimasto in squadra per un anno e mezzo, totalizzando 45 presenze ed una rete tra campionato e coppa.

#### Sogndal
Il 13 luglio 2014, Sarr è passato al Sogndal, sempre in Eliteserien. Il 20 luglio ha effettuato il proprio debutto con questa maglia, nella sconfitta per 1-0 maturata sul campo del Rosenborg. Alla fine del campionato, il Sogndal è retrocesso in 1. divisjon.
Il 26 aprile 2015 ha trovato la prima rete in squadra, attraverso cui ha contribuito al successo per 1-2 sul campo del Nest-Sotra. Il Sogndal si è riguadagnato immediatamente un posto in Eliteserien e Sarr, in virtù delle sue prestazioni, è stato candidato per il titolo di miglior calciatore della 1. divisjon, che è andato poi a Fredrik Haugen.

#### Molde
Il 20 luglio 2016, il Molde ha reso noto l'ingaggio di Sarr, che si è legato al club fino al 31 dicembre 2019. Il 23 luglio ha giocato la prima partita in squadra, schierato titolare nella sconfitta interna per 0-1 contro il Sarpsborg 08. Il 22 ottobre 2017 ha segnato la prima rete in squadra, con cui ha sancito la vittoria per 1-0 sull'Haugesund. Il 18 gennaio 2019 ha rescisso il contratto che lo legava al club.

## Statistiche

### Presenze e reti nei club
Statistiche aggiornate al 1º ottobre 2020.
| Stagione       | Club           | Campionato     | Campionato | Campionato | Coppe nazionali | Coppe nazionali | Coppe nazionali | Coppe continentali | Coppe continentali | Coppe continentali | Supercoppe | Supercoppe | Supercoppe | Totale | Totale |
| Stagione       | Club           | Comp           | Pres       | Reti       | Comp            | Pres            | Reti            | Comp               | Pres               | Reti               | Comp       | Pres       | Reti       | Pres   | Reti   |
| -------------- | -------------- | -------------- | ---------- | ---------- | --------------- | --------------- | --------------- | ------------------ | ------------------ | ------------------ | ---------- | ---------- | ---------- | ------ | ------ |
| 2011           | Selfoss        | 1D             | 17         | 2          | CI              | 1               | 0               | -                  | -                  | -                  | -          | -          | -          | 18     | 2      |
| 2012           | Selfoss        | UD             | 21         | 1          | CI              | 2               | 0               | -                  | -                  | -                  | -          | -          | -          | 23     | 1      |
| Totale Selfoss | Totale Selfoss | Totale Selfoss | 38         | 3          |                 | 3               | 0               |                    | -                  | -                  |            | -          | -          | 41     | 3      |
| nov.-dic. 2012 | CA Bastia      | CFA            | 3          | 0          | CF+CdL          | 0               | 0               | -                  | -                  | -                  | -          | -          | -          | 3      | 0      |
| 2013           | Start          | ES             | 23         | 0          | CN              | 5               | 0               | -                  | -                  | -                  | -          | -          | -          | 28     | 0      |
| gen.-lug. 2014 | Start          | ES             | 13         | 1          | CN              | 4               | 0               | -                  | -                  | -                  | -          | -          | -          | 17     | 1      |
| Totale Start   | Totale Start   | Totale Start   | 36         | 1          |                 | 9               | 0               |                    | -                  | -                  |            | -          | -          | 45     | 1      |
| lug.-dic. 2014 | Sogndal        | ES             | 11         | 0          | CN              | -               | -               | -                  | -                  | -                  | -          | -          | -          | 11     | 0      |
| 2015           | Sogndal        | 1D             | 29         | 4          | CN              | 3               | 0               | -                  | -                  | -                  | -          | -          | -          | 32     | 4      |
| gen.-lug. 2016 | Sogndal        | ES             | 15         | 2          | CN              | 3               | 1               | -                  | -                  | -                  | -          | -          | -          | 18     | 3      |
| Totale Sogndal | Totale Sogndal | Totale Sogndal | 55         | 6          |                 | 6               | 1               |                    | -                  | -                  |            | -          | -          | 61     | 7      |
| lug.-dic. 2016 | Molde          | ES             | 13         | 0          | CN              | -               | -               | -                  | -                  | -                  | -          | -          | -          | 13     | 0      |
| 2017           | Molde          | ES             | 25         | 1          | CN              | 5               | 0               | -                  | -                  | -                  | -          | -          | -          | 30     | 1      |
| 2018           | Molde          | ES             | 27         | 4          | CN              | 2               | 0               | UEL                | 7                  | 1                  | -          | -          | -          | 36     | 5      |
| Totale Molde   | Totale Molde   | Totale Molde   | 65         | 5          |                 | 7               | 0               |                    | 7                  | 1                  |            | -          | -          | 79     | 6      |
| gen.-giu. 2019 | Enisej         | PL             | 13         | 1          | CR              | -               | -               | -                  | -                  | -                  | -          | -          | -          | 13     | 1      |
| 2019-feb. 2020 | Damac          | PL             | 13         | 0          | CAS             | 0               | 0               | -                  | -                  | -                  | -          | -          | -          | 13     | 0      |
| Totale         | Totale         | Totale         | 223        | 16         |                 | 22              | 1               |                    | 7                  | 1                  |            | -          | -          | 252    | 18     |